# Constituição do Estado do Amazonas de 1947
A Constituição do Estado do Amazonas de 1947 foi promulgada pela Assembléia Estadual Constituinte no dia 14 de julho.

## Constituintes
Carlos Soares de Melo, Aristophano Antony, Ney Oscar de Lima Rayol, José Carlos Nobre da Silva, Abdul Sayol de Sá Peixoto, Plínio Ramos Coêlho, José Francisco Monteiro Neto, Almeron Caminha Monteiro, Jaime Bittencourt de Araújo, Josué Cláudio de Souza, Thomás Antônio da Silva Meirelles, Homero de Miranda Leão, Waldemar Machado da Silva, José Negreiros Ferreira, José Feancisco da Gama e Silva, Francisco do Areal Souto, Paulo Pinto Nery, Alexandre Montoril, Raymundo Nicolau da Silva, Danilo de Aguiar Correa, Aderson Andrade de Menezes, Augusto Pessoa Montenegro, Arthur Virgílio do Carmo Ribeiro Filho, João de Brito Albuquerque de Veiga Filho, José Henriques de Souza Filho, Áureo Bringel de Melo, Alfredo Eulipes Jackson Cabral e Vicente Mendonça Júnior.